# Chadwick (Illinois)
Chadwick é uma vila localizada no estado americano de Illinois, no Condado de Carroll.

## Demografia
Segundo o censo americano de 2000, a sua população era de 505 habitantes.
Em 2006, foi estimada uma população de 481, um decréscimo de 24 (-4.8%).

## Geografia
De acordo com o United States Census Bureau tem uma área de
0,8 km², dos quais 0,8 km² cobertos por terra e 0,0 km² cobertos por água.

## Localidades na vizinhança
O diagrama seguinte representa as localidades num raio de 20 km ao redor de Chadwick.